# Ilex spicata
Ilex spicata är en järneksväxtart som beskrevs av Carl Ludwig von Blume. Ilex spicata ingår i släktet järnekar, och familjen järneksväxter. Utöver nominatformen finns också underarten I. s. harmsiana.